# Richard Leibinger
Richard Leibinger (* 5. Oktober 1949 in Durbach) ist ein deutscher Politiker. Von 1983 bis 2015 war er Bürgermeister bzw. Oberbürgermeister von Waldkirch.

## Leben
Leibinger besuchte von 1956 bis 1960 die Volksschule in Durbach und von 1960 bis 1968 das Schiller-Gymnasium in Offenburg, an welchem er 1968 das Abitur ablegte. An der Universität Mannheim studierte er im Wintersemester 1968/69 Wirtschafts- und Sozialwissenschaften, bevor er 1969/70 zum Wehrdienst einberufen wurde. Nach dem Wehrdienst nahm er von 1970 bis 1975 das Studium der Raumplanung (Orts-, Regional- und Landesplanung) an der Universität Dortmund auf und schloss es als Diplom-Ingenieur ab.
Ab 1975 war er Angestellter der Stadt Nürnberg im Stab für Stadtentwicklungsplanung. Bei der Wahl zum Bürgermeister der Stadt Waldkirch 1983 wurde er im 2. Wahlgang gewählt und trat am 11. Juni 1983 sein Amt an. Er wurde bei den folgenden Wahlen, zuletzt 2007, in seinem Amt bestätigt. Nachdem die Stadt Waldkirch am 1. Januar 2009 Große Kreisstadt geworden war, amtiert Leibinger als Oberbürgermeister. Bei der Wahl am 15. März 2015 trat Leibinger nicht erneut an. Sein Parteikollege Roman Götzmann gewann die Wahl, am 10. Juni war die Amtsübergabe.
1997 wurde Leibinger zum stellvertretenden Landesvorsitzenden der SPD für den Bereich Südbaden gewählt.
Leibinger ist verheiratet und hat drei Töchter.

## Ehrungen
- 2022: Verdienstkreuz am Bande des Verdienstordens der Bundesrepublik Deutschland[2]